# Dolina Zimna

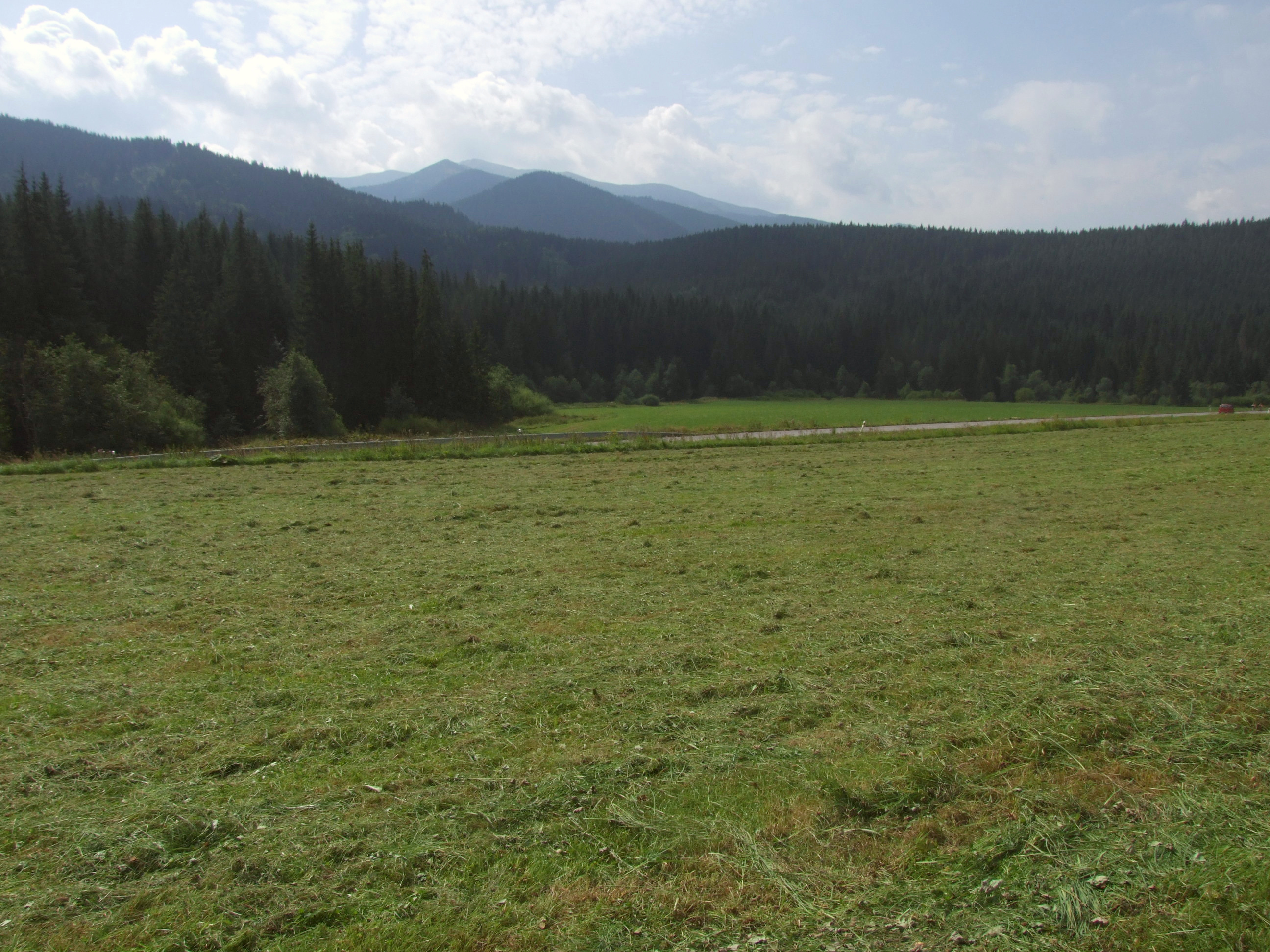
Wylot Doliny Zimnej do Doliny Błotnej

Dolina Zimna (słow. Zimná dolina) – lewa, najbardziej zachodnia odnoga Doliny Błotnej w słowackich Tatrach Zachodnich. Jest to krótka, wąska i całkowicie zalesiona dolina mająca początek pod Kocimi Skałami, skąd opada początkowo w północnym, a później w północno-zachodnim kierunku. Jej dnem spływa potok uchodzący do Błotnego Potoku, nieco po zachodniej stronie miejsca, w którym przy szosie Orawice – Zuberzec znajduje się słupek informacyjny szlaków turystycznych. Jest to tzw. Zamaňová. Polska mapa podaje wysokość tego miejsca na 820 m, na słowackim słupku z turystycznymi tabliczkami jest podana wysokość 723 m.
Dolina znajduje się już na obszarze TANAP-u. Jej wylot przecina zielony szlak turystyczny. Sama dolina jednak jest turystycznie niedostępna.
  zielony: Orawice – Dolina Mihulcza – przełęcz Borek – Dolina Błotna (Zamaňová) – Maniowa Przehyba – Polana Brestowa
- odcinek Orawice – Zamaňová. 2.20 h, ↓ 2 h
- odcinek Zamaňová – Polana Brestowa. 45 min, ↓ 30 min.